# شكسبير الروماني: المحاربون، الجروح، والنساء
شكسبير الروماني: المحاربون، الجروح، والنساء هو كتاب من تأليف (كوبيليا خان) عام (1997) والتي تقرأ نصوص شكسبير من منظور جنساني، مُركزةً على بناء الهوية الذكورية في الأيدلوجية الرومانية. وهو جزء من سلسلة القراءات النسوية لشكيسبير.

## الملخص
في كتابها، تُقدم (خان) الأستاذة باللغة الإنجليزية، إيميرتيا، بجامعة (براون)، دراسة نقدية نسوية لمسرحيات (ويليام شكسبير) الرومانية: تيتوس أندرونيكوس، يوليوس قيصر، أنطونيو وكليوباترا، كوريولانوس «مع بعض من سيمبلين ». ويتم دراسة أيضًا قصيدة شكسبير الطويلة (اغتصاب لوكريس) من نظرة نسوية. والكتاب شكسبير الروماني مُقسم إلى ستة فصول.
يُقد الفصل الأول نظرة عامة على إدعاءات (خان) حول بناء هوية الذكور الرومانية، خاصةً عندما ظهرت على المسرح الإنجليزي، والفصول التالية والتي تُركِز كلٌ منها على نص مختلف ل(شكسبيرالروماني) لتوضيح الخطابات الجنسية في الداخل.
الكتاب مُقتبَس من قطعة من القراءات النسوية لمُحرر سلسلة شكسبير (آن طومسون)، والذي يُصنف أهداف المسلسل مع عمل شكسبير النسائي عام (1975) وطبيعة المرأة، وطبيعة المرأة، مستشهدًا  بنوايا المؤلفة (جوليت دوسنبر) في التحقيق في نصوص (شكسبير) لمعرفة «مكان الامرأة في الثقافة، التاريخ، الدين، المجتمع، والعائلة».

## استقبال
تبدأ (ناومي كون ليبلد) مراجعتها عن طريق مناقشة «كراهية النساء المنتشرة». والتي تتخلل أي مناقشة لمسرحيات شكسبير الرومانية.
تتفق (ليبلر) مع كثير من حجج (خان)، لكنها تدّعي وجود إشراف على جزء (خان) حيث يتم إهمال العناصر الثالثة في العنوان الفرعي ألا وهو النساء.
تؤكد (ليبلير) على أن النساء هي ممثلة تمثيلًا ناقصًا في نقاط حرجة في كتاب (خان)، وهي فرصة ضائعة في كتاب مخصص للقراءات النسوية.
تذكر (ليندا وودبريج) في مراجعتها أن حجج (خان) ستؤثر في كثير من المناقشات الجيدة في الفصل الدراسي في المستقبل، لكنها تتساءل عما إذا كان (خان)قد حقق بشكل كافٍ إدعاءها المركزي وهو أن الأعمال تنتقد الفكر الروماني للجنس .
تُعد مراحعة (لين انترلين) مميزة لأنها تدرس العنوان الفرعي ل(خان)، مُدعية أن أمر (خان) الخاص ب«المحاربين» و«النساء» يذكرنا ب«جسر غير سعيد» الفاصل بين الجنسين، مما يُشير إلى التوترات الغير محلولة بين الذكور والإناث، وذلك «الجرح الذي يقطع كلا الطرفين».